# インパクト出版会
インパクト出版会は、1979年（昭和54年）創業の出版社。

## 出版物

### 定期刊行物
- インパクション

### 書籍（部分）
- 「天皇制」シリーズ（全4巻）
  - メディアとしての天皇制
  - マスコミじかけの天皇制
  - 恋愛結婚じかけの天皇制
  - 「日の丸・君が代」じかけの天皇制
- 『生と芸術の実験室スクウォット』（2011年（平成23年）　 金江 著、金友子 訳）
- 『年報・死刑廃止2011 震災と死刑 ─生命を見つめなおす』（2011年（平成23年））
- 『検証・新ガイドライン安保体制』（1998年（平成10年）　纐纈厚）
- 『有事法制とは何か――その史的検証と現段階』（2002年（平成14年）　纐纈厚）
- 『逗子は燃えた、そして 池子住民訴訟ノート』（1990年（平成2年）　江刺昭子）
- 『死刑の［昭和］史』（1992年（平成4年）　池田浩士）
- 『火野葦平論―［海外進出文学］論・第1部』（2000年（平成12年）　池田浩士）
- 『路上に自由を　監視カメラ徹底批判』（2003年（平成15年）　小倉利丸）
- 『多様性の全体主義・民主主義の残酷　9・11以降のナショナリズム』（2005年（平成17年）　小倉利丸）
- 『抵抗の主体とその思想』（2010年（平成22年）　小倉利丸）
- 『監視社会とプライバシー』（2001年（平成13年）　小倉利丸）
- 『冤罪をつくる検察、それを支える裁判所 そして冤罪はなくならない』（2010年（平成22年）　里見繁）
- 『インパクション173号 - 大学は誰のものか?』（2010年（平成22年）　齋藤郁真）
- 『「源氏物語」と戦争　戦時下の教育と古典文学』（2002年（平成14年） 有働裕）
- 『「鶴見事件」抹殺された真実―私は冤罪で死刑判決を受けた』(2011年(平成23年）　高橋和利）
- 『ママは殺人犯じゃない―冤罪・東住吉事件』（ 2017年（平成29年）　青木惠子、里見繁)